# Pteropera thibaudi
Pteropera thibaudi är en insektsart som beskrevs av Donskoff 1981. Pteropera thibaudi ingår i släktet Pteropera och familjen gräshoppor. Inga underarter finns listade i Catalogue of Life.